# Fagraea gardenioides
Fagraea gardenioides là một loài thực vật có hoa trong họ Long đởm. Loài này được Ridl. mô tả khoa học đầu tiên năm 1914.